# Chloris quinquesetica
Chloris quinquesetica là một loài thực vật có hoa trong họ Hòa thảo. Loài này được Bhide mô tả khoa học đầu tiên năm 1912.